# Trappistinnenabtei Belval
Die Trappistinnenabtei Belval war von 1893 bis 2012 ein französisches Kloster der Trappistinnen in Troisvaux, bei Saint-Pol-sur-Ternoise, Département Pas-de-Calais, Bistum Arras. (Sie ist nicht zu verwechseln mit der Augustiner-Chorherren-Abtei Belval au Bois-des-Dames (1120–1790)  in Belval-Bois-des-Dames, Département Ardennes).

## Geschichte
Die Trappistinnen von Kloster La Coudre gründeten 1893 auf Einladung des Ortspfarrers Hippolyte Trannoy in Troisvaux, 40 Kilometer nordwestlich Arras, das Kloster Notre Dame de Belval, das sie unter das Patronat des heiligen Benoît Joseph Labre stellten, der in der Nachbargemeinde Conteville-en-Ternois gelebt hatte. Ihren Unterhalt bestritten sie mit der Fabrikation eines Trappistenkäse (Trappiste de Belval). Das Kloster überstand eine Überschwemmung (1895), zwei Brände (1902, 1909), die Evakuierung während des Ersten Weltkriegs und eine Bombardierung am 3. Februar 1944. 1954 konnten neue Gebäude eingeweiht werden, um die 60 Nonnen aufzunehmen. Der dann folgende Rückgang der Berufungen erzwang 2012 die Auflösung des Klosters, dessen letzte Bewohnerinnen, zusammen mit den ebenfalls aufgelösten Klöstern Kloster La Grâce-Dieu (Franche-Comté) und Kloster Ubexy, in das Kloster Igny wechselten, das den neuen Namen Notre Dame du Val d’Igny annahm. Die Gebäude sind in die Hände eines Trägervereins übergegangen.

### Priorinnenen und Äbtissinnen
- Marie-Joseph Guillemard (1893–1898)
- Marie-Julienne Quellier (1898–1904)
- Marie Lombard (1904–1910)
- Marie-Cécile Decosse (1910–1920)
- Marie de Jésus Jouanen (1920–1947)
- Marie-Augustin Valot (1947–1959, erste Äbtissin)
- Anne-Marie Bonte (1959–1972)
- Anne Kerjean (1972–1990)
- Janine Huyghe (1990–2006)
- Inès Gravier (2006–2012)